# Hugo Granvik
Sven Hugo Granvik, född 9 januari 1889 i Malmö, död 31 januari 1965 i Vejby, Barkåkra församling, var en svensk biolog och afrikaforskare.
Hugo Granvik var son till byggmästaren Gustaf Leonard Granvik. Han blev student vid Lunds universitet 1910, filosofie kandidat där 1916 och 1923 filosofie licentiat och filosofie doktor. Efter tjänstgöring vid olika läroverk utnämndes han 1935 till lektor i geografi och biologi med hälsolära vid högre allmänna läroverket i Landskrona. Granvik företog ett flertal omfattande studieresor utomlands. Som zoolog och botaniker deltog han i den svenska Mount Elgonexpeditionens forskningsresor i Centralafrika 1920 och företog 1925–1927 och 1928–1931 en andra och tredje resa till Kenyakolonin, Uganda och Tanganyika. Åren 1925–1927 var han förordnad som föreståndare för Vetenskapsakademiens biologiska station på Mount Elgon. För systematiska morfologiska undersökningar samt museala studier besökte Granvik flitigt British Museum i London och Zoologisches Museum i Berlin. Dessutom företog han för geografiska studier resor till Arabiska halvön, Portugisiska Östafrika, Sydafrika, Angola och Kanarieöarna samt besökte de flesta av Europas kulturländer. Granvik gjorde sig främst känd som ornitolog. I flera decennier var han en flitig folkföreläsare. Bland hans skrifter märks Contributions to the Knowledge of the East African Ornithology (1923, doktorsavhandling), The Ornithology of North Western Kenya (1934) samt Strövtåg och upplevelser i Centralafrika (1927).